# Ellie Carpenter
Ellie Madison Carpenter (Cowra, 2000. április 28. –) ausztrál női válogatott labdarúgó. A francia Olympique Lyon védője. Az első 21. században született ausztrál válogatott labdarúgó és a 2016-os olimpia legfiatalabb ausztrál résztvevője, 18 évesen és 11 naposan mutatkozhatott be a National Women's Soccer League bajnokságában.

## Pályafutása
Az új-dél-walesi Cowrában született. Szülei testnevelő tanárok, így nyilvánvalóvá vált sport iránti szeretete. A labdarúgással már korán megismerkedett és szülei támogatásának is köszönhetően Youngban folytathatta, ahol korosztályának megfelelő képzésben részesülhetett.
Tehetsége a Lachlan Lions fiataljai között eltöltött időszak alatt egyre jobban megmutatkozott és heti két-három alkalommal Canberrában is részt vett egy labdarúgó programban. A hetente megtett több mint ezer kilométeres utazások és az iskolai tanulmányai mellett, kemény munkája és a sport iránti elkötelezettsége révén került a Western Sydney Wanderers kötelékébe, ahol a fiúk között érvényesíthette tudását.

### Klubcsapatokban

#### Western Sydney Wanderers
15 évesen került a női csapat első keretéhez és két szezonja alatt 23 mérkőzésen lépett pályára.

#### Canberra United
2017 augusztusában szerződött a bajnoki címvédőhöz és két gólt szerzett tíz mérkőzésen.

#### Portland Thorns
A National Women's Soccer League legfiatalabb játékosaként került a Portland Thorns együtteséhez 2018-ban. Május 20-án a Washington Spirit ellen győztes gólt szerzett csapatának, mellyel minden idők legfiatalabb gólszerzője lett az NWSL-ben.

#### Melbourne City
A 2019–20-as szezonra kölcsönjátékosként a Melbourne Cityhez került és két találattal járult hozzá klubja bajnoki címéhez.

#### Olympique Lyon
2020. július 3-án hároméves szerződést kötött az Olympique Lyon együttesével.
Barátságos mérkőzésen mutatkozott be a lyoniaknál a PSV Eindhoven ellen és a 90. percben Nikita Parris góljához asszisztált.

### A válogatottban
Válogatott bemutatkozására 2016. március 2-án került sor a Vietnám elleni mérkőzésen.
Részt vett a franciaországi világbajnokságon 2019-ben. 

## Sikerei, díjai

### Klubcsapatokban
Ausztrál alapszakasz (W-League Premier) győztes (1):
- Melbourne City (1): 2020

 Ausztrál rájátszás (W-League Grand Final) győztes (1):
- Melbourne City (1): 2020

 Francia bajnok (2):
- Olympique Lyon (1): 2021–22

 Francia kupagyőztes (1):
- Olympique Lyon (1): 2020

Bajnokok Ligája győztes (2):
- Olympique Lyon (2): 2019–20, 2021–22

Nemzetközi Bajnokok Kupája győztes (1):
- Olympique Lyon (1): 2022[11]

### A válogatottban
- Nemzetek Tornája aranyérmes: 2017[12]
- Nemzetek Kupája aranyérmes: 2019

## Statisztikái

### Klubcsapatokban
2023. május 6-ával bezárólag
| Klub                     | Szezon           | Bajnokság | Bajnokság | Kupa  | Kupa | Nemzetközi | Nemzetközi | Össz. | Össz. |
| Klub                     | Szezon           | Mérk.     | Gól       | Mérk. | Gól  | Mérk.      | Gól        | Mérk. | Gól   |
| ------------------------ | ---------------- | --------- | --------- | ----- | ---- | ---------- | ---------- | ----- | ----- |
| Western Sydney Wanderers | 2015–16          | 12        | 0         | 0     | 0    | 0          | 0          | 12    | 0     |
| Western Sydney Wanderers | 2016–17          | 11        | 0         | 0     | 0    | 0          | 0          | 11    | 0     |
| Western Sydney Wanderers | Összesen         | 23        | 0         | 0     | 0    | 0          | 0          | 23    | 0     |
| Canberra United          | 2017–18          | 10        | 2         | 0     | 0    | 0          | 0          | 10    | 2     |
| Canberra United          | 2018–19          | 11        | 3         | 0     | 0    | 0          | 0          | 11    | 3     |
| Canberra United          | Összesen         | 21        | 5         | 0     | 0    | 0          | 0          | 21    | 5     |
| Portland Thorns          | 2018             | 19        | 1         | 0     | 0    | 0          | 0          | 19    | 1     |
| Portland Thorns          | 2019             | 16        | 0         | 0     | 0    | 1          | 0          | 17    | 0     |
| Portland Thorns          | Összesen         | 35        | 1         | 0     | 0    | 0          | 0          | 35    | 1     |
| Melbourne City           | 2019–20          | 14        | 2         | 0     | 0    | 0          | 0          | 14    | 2     |
| Melbourne City           | Összesen         | 14        | 2         | 0     | 0    | 0          | 0          | 14    | 2     |
| Olympique Lyon           | 2020–21          | 18        | 1         | 1     | 0    | 5          | 0          | 24    | 1     |
| Olympique Lyon           | 2021–22          | 16        | 0         | 0     | 0    | 12         | 0          | 28    | 0     |
| Olympique Lyon           | 2022–23          | 5         | 0         | 2     | 0    | 2          | 0          | 9     | 0     |
| Olympique Lyon           | Összesen         | 39        | 1         | 3     | 0    | 19         | 0          | 61    | 1     |
| Karrier összesen         | Karrier összesen | 132       | 9         | 4     | 0    | 19         | 0          | 155   | 9     |

### A válogatottban
2023. április 11-ével bezárólag
| Válogatott | Szezon   | Mérk. | Gól |
| ---------- | -------- | ----- | --- |
| Ausztrália |          |       |     |
| 2016       | 2        | 0     |     |
| 2017       | 9        | 1     |     |
| 2018       | 15       | 0     |     |
| 2019       | 12       | 0     |     |
| 2020       | 4        | 0     |     |
| 2021       | 12       | 0     |     |
| 2022       | 5        | 2     |     |
| 2023       | 2        | 0     |     |
| Összesen   | Összesen | 61    | 3   |

| Ausztrália színeiben szerzett góljai | Ausztrália színeiben szerzett góljai | Ausztrália színeiben szerzett góljai      | Ausztrália színeiben szerzett góljai | Ausztrália színeiben szerzett góljai | Ausztrália színeiben szerzett góljai | Ausztrália színeiben szerzett góljai | Ausztrália színeiben szerzett góljai |
| ------------------------------------ | ------------------------------------ | ----------------------------------------- | ------------------------------------ | ------------------------------------ | ------------------------------------ | ------------------------------------ | ------------------------------------ |
|                                      |                                      |                                           |                                      |                                      |                                      |                                      |                                      |
| Gól                                  | Dátum                                | Helyszín                                  | Ellenfél                             | Találat                              | Eredmény                             | Esemény                              | Forrás                               |
| 1                                    | 2017. március 6.                     | Estádio Municipal de Albufeira, Albufeira | Kína                                 | 2–1                                  | 2–1                                  | Algarve-kupa                         | [ 13 ]                               |
| 2                                    | 2022. január 21.                     | Mumbai Football Arena, Mumbai             | Indonézia                            | 7–0                                  | 18–0                                 | Ázsia-kupa                           | [ 14 ]                               |
| 3                                    | 2022. január 21.                     | Mumbai Football Arena, Mumbai             | Indonézia                            | 10–0                                 |                                      | Ázsia-kupa                           | [ 14 ]                               |